# Eriopyga cupreola
Eriopyga cupreola là một loài bướm đêm trong họ Noctuidae.